# Smalltown
Smalltown är en svensk musikgrupp från Oskarshamn.

## Diskografi
7"-singlar:
- 2000 –S/T Självutgiven
- 2002 –Fall into line Bridge records
- 2003 –Split med Down and away Broken bones records
- 2003 –Years, months Deranged records
- 2004 –Split med Practice Snuffy Smile records
- 2007 –Split med The Crump Snuffy Smile records

Album:
- 2004 – The First three years CD (Singelsamling) Deranged/Snuffy Smile records
- 2004 – The Music LP/CD Deranged/Snuffy Smile records
- 2009 – Implosion LP/CD Deranged/Combat Rock Industry

Samlingar:
- 2006 –Public safety LP/CD Maximumrocknroll